# Zdravko Kačič
Zdravko Kačič, slovenski inženir elektrotehnike, univerzitetni profesor in trenutni rektor Univerze v Mariboru, * 22. maj 1961, Maribor, Slovenija.
Leta 2018 je bil v drugem krogu z 51,88 % glasov izvoljen za rektorja Univerze v Mariboru.